# 캐리어를 끄는 여자
《캐리어를 끄는 여자》는 2016년 9월 26일부터 2016년 11월 15일까지 방송된 MBC 월화특별기획 드라마이다.

## 등장인물

### 주요 인물
- 최지우 : 차금주 역
- 주진모 : 함복거 역
- 전혜빈 : 박혜주 역
- 이준 : 마석우 역

### 골든트리
- 진경 : 구지현 역
- 김병춘 : 황사무장 역
- 배누리 : 오안나 역

### K-fact
- 최대성 : 고구태 역
- 지이수 : 백진서 역
- 최태환 : 최훈석 역

### 그 외 인물들
- 장현성 : 이동수 역
- 박병은 : 강프로 역
- 김민지 : 서지아 역
- 김영필 : 이상엽 역
- 임지현 : 나미선 역
- 문희경 : 최여사 역
- 오연아 : 한지원 역
- 민성욱 : 최검사 역
- 최원홍 : 오경환 역
- 송수현 : 김민아 역
- 홍여진
- 윤지민 : 조예령 역
- 인성호
- 장태민
- 이현욱 : 유태오 역
- 오승희
- 오기환
- 소상섭
- 나효인
- 소준형
- 김광현
- 남태부 : 유리러브 역
- 이재순 : 한 여사 역
- 박팔영
- 정진
- 김민상 : 이병대 역
- 엄혜수
- 임시우
- 이윤진
- 최남욱
- 이승훈
- 남기원 : 한지원의 아들 역
- 김사랑
- 임병찬
- 윤종원
- 이진성
- 이단비
- 정종우
- 박원호
- 장해민 : 손나희 역
- 이채윤 : 하늬 역
- 유장영 : 최민기 역
- 이민재 : 유태오 팬 역

### 특별 출연
- 조재윤
- 백승희
- 길은혜 : 김유리 역
- 조영진
- 이칸희
- 반민정
- 김규선 : 변성미 역
- 최규환
- 박상현
- 김원해
- 정애연
- 백지원
- 이신성 : 김영모 역
- 조덕현
- 윤예희
- 김호창
- 태진아
- 김서라
- 박경림
- 장광

## 시청률
아래의 파란색 숫자는 '최저 시청률'이고, 빨간색 숫자는 '최고 시청률'입니다. 시청률조사회사와 지역별로 시청률에 차이가 있을 수 있습니다.
| 2016년 | 2016년    | 2016년         | 2016년       | 2016년         | 2016년       |
| 회차   | 방송일    | TNmS 시청률    | TNmS 시청률  | AGB 시청률     | AGB 시청률   |
| 회차   | 방송일    | 대한민국(전국) | 서울(수도권) | 대한민국(전국) | 서울(수도권) |
| ------ | --------- | -------------- | ------------ | -------------- | ------------ |
| 제1회  | 9월 26일  | 6.8%           | 6.8%         | 6.9%           | 7.9%         |
| 제2회  | 9월 27일  | 7.2%           | 7.7%         | 8.4%           | 9.7%         |
| 제3회  | 10월 3일  | 7.0%           | 7.5%         | 7.9%           | 8.8%         |
| 제4회  | 10월 4일  | 7.6%           | 7.9%         | 8.6%           | 9.0%         |
| 제5회  | 10월 10일 | 7.1%           | 7.4%         | 8.2%           | 8.5%         |
| 제6회  | 10월 11일 | 8.0%           | 9.0%         | 9.6%           | 10.7%        |
| 제7회  | 10월 17일 | 7.1%           | 7.6%         | 8.2%           | 9.5%         |
| 제8회  | 10월 18일 | 7.0%           | 7.2%         | 7.9%           | 9.3%         |
| 제9회  | 10월 24일 | 6.7%           | 7.3%         | 8.3%           | 9.7%         |
| 제10회 | 10월 31일 | 6.4%           | 6.4%         | 7.1%           | 8.0%         |
| 제11회 | 11월 1일  | 6.4%           | 6.6%         | 8.1%           | 8.6%         |
| 제12회 | 11월 7일  | 7.4%           | 7.7%         | 8.2%           | 9.2%         |
| 제13회 | 11월 8일  | 8.0%           | 9.2%         | 9.1%           | 9.9%         |
| 제14회 | 11월 14일 | 7.4%           | 8.1%         | 8.9%           | 10.1%        |
| 제15회 | 11월 15일 | 8.2%           | 8.0%         | 8.9%           | 9.8%         |
| 제16회 | 11월 15일 | 7.4%           | 8.1%         | 10.0%          | 11.3%        |

## 결방 사유 및 연속 방송
- 2016년 10월 25일 : MBC 뉴스데스크로 인해 결방
- 2016년 11월 15일 : 밤 10시부터 2회 연속방송 (15회, 16회)

## 동시간대 타방송 드라마
SBS 월화드라마
- 달의 연인 - 보보경심 려 (2016년 8월 29일 ~ 2016년 11월 1일)
- 낭만닥터 김사부 (2016년 11월 7일 ~ 2017년 1월 16일)

KBS 월화드라마
- 구르미 그린 달빛 (2016년 8월 22일 ~ 2016년 10월 18일)
- 우리집에 사는 남자 (2016년 10월 24일 ~ 2016년 12월 13일)